# Adobe Dreamweaver
Adobe Dreamweaver (dawniej Macromedia Dreamweaver) – program komputerowy firmy Adobe (dawniej Macromedia) przeznaczony do tworzenia stron WWW. Aktualnie w sprzedaży znajdują się wersje programu na platformy Windows i macOS.
Program posiada rozbudowane opcje tworzenia serwisów internetowych; umożliwia edycję dokumentów w trybie WYSIWYG oraz trybie widoku źródła z opcją kolorowania składni, autouzupełnieniami kodu. Edytor posiada dużą liczbę gotowych akcji ułatwiających tworzenie stron takich jak generowanie przycisków w formacie „Adobe Flash” oraz możliwość obsługi zewnętrznych pluginów.

## Wersje programu
- Dreamweaver 1.0 (grudzień 1997)
- Dreamweaver 1.2 (marzec 1998)
- Dreamweaver 2.0 (grudzień 1998)
- Dreamweaver 3.0 (grudzień 1999)
- Dreamweaver UltraDev 1.0 (grudzień 1999)
- Dreamweaver 4.0 (grudzień 2000)
- Dreamweaver UltraDev 4.0 (grudzień 2000)
- Dreamweaver MX (maj 2002)
- Dreamweaver MX 2004 (wrzesień 2003)
- Dreamweaver 8 (wrzesień 2005)
- Dreamweaver CS3 (marzec 2007)
- Dreamweaver CS4 (wrzesień 2008)
- Dreamweaver CS5 (kwiecień 2010)
- Dreamweaver CS5.5 (kwiecień 2011)
- Dreamweaver CS6 (kwiecień 2012)
- Dreamweaver CC13 (czerwiec 2013)
- Dreamweaver CC13.1 (czerwiec 2013)
- Dreamweaver CC13.2 (sierpień 2013)
- Dreamweaver CC 2014 (czerwiec 2014)
- Dreamweaver CC 2014.1 (październik 2014)
- Dreamweaver CC 2015 (czerwiec 2015)
- Dreamweaver CC 2017 (listopad 2016)
- Dreamweaver CC 2018 (październik 2017)
- Dreamweaver CC 2019 (październik 2019)
- Dreamweaver CC 2020 (listopad 2020)[1]